# ZBD-04
Тип 04 (ZBD-04) — китайская плавающая боевая машина пехоты (БМП).

## История
Разрабатывалась в КНР с конца 1990-х годов в качестве замены устаревшей БМП Тип 86 (WZ-501). В основу машины положена конструкция и инженерные решения российской БМП-3. В частности, боевое отделение было почти без изменений перенесено с БМП-3 (согласно лицензионному соглашению, которое КНР заключила с Россией в 1997 году). Однако у 100-мм пушки Тип-97 количество снарядов уменьшилось почти наполовину (22 снаряда у Тип-97 против 40 у БМП-3).
В 2003 году испытания БМП ZBD-97 были закончены, и с 2004 года она принята на вооружение Народно-Освободительной Армии Китая под наименованием Тип 97. Производитель — Северная промышленная корпорация (NORINCO).

## Конструктивные особенности
ZBD-97 имеет переднее расположение моторно-трансмиссионного отделения. Место механика водителя находится спереди слева. Позади расположено место стрелка со своим люком в крыше корпуса. Десантное отделение расположено в кормовой части корпуса машины. Десантное отделение оборудовано двумя люками в крыше и дверью в кормовом бронелисте для входа и выхода. Машина оборудована автоматической системой коллективной защиты от ОМП.
Двигатель ZBD-97 - дизель водяного охлаждения. Трансмиссия - гидромеханическая с гидроусилителем рулевого механизма и отбором мощности на водометы.
Ходовая часть состоит из шести двускатных обрезиненных катков и трех поддерживающих роликов (на каждый борт) с переднем ведущим колесом.
Для движения по воде имеются встроенные водометы, расположенные в нижней части кормы справа и слева.
Боевое отделение с двухместной башней расположено в центре корпуса. В башне находятся смонтированные в одну систему 100-мм орудие, 30-мм автоматическая пушка и 7,62-мм пулемёт. 100-мм орудие оснащено полуавтоматическим механизмом заряжания снарядами и управляемыми ракетами с лазерным наведением. Для постановки дымовой завесы на башне ZBD-97 имеются 6—10 (в зависимости от модификации) встроенных дымовых гранатомётов.

## Защита
ZBD-04 имеет стальную башню и алюминиевый корпус, который обеспечивает только противопульную и противоосколочную защиту. Некоторые авторы утверждают, что БМП-3 взрывались после пробития корпуса. Исходя из этого, они пришли к выводу, что слабое бронирование и легко детонирующие 100 мм снаряды делают ZBD-04 уязвимой для противника.
Учитывая недостатки предыдущей модели, была разработана модификация ZBD-04A c усиленной противоминной защитой и дополнительными стальными броневыми экранами. Количество дымовых гранатомётов было увеличено до 10. ZBD-04А выдерживает попадание в лобовую проекцию 30 мм бронебойно-зажигательных снарядов с дистанции 1000 м. Борта рассчитаны на попадания 14,5 мм бронебойно-зажигательных пуль, выпущенных с дистанции 200 м. Корма защищает десант от осколков и пуль калибра 7,62 мм. По бокам башни установлена металлическая решётка, предохраняющая от выстрелов из РПГ. Дополнительное бронирование повысило массу БМП до 24 тонн, что потребовало установки более мощного двигателя.  

## Тактико-технические характеристики
- Экипаж / десант - 3/7 чел.
- Скорость по шоссе — от 65 км/ч (ZBD-04) до 75 км/ч (ZBD-04A)[3]
- Запас хода по шоссе — от 500 км (ZBD-04) до 600 км (ZBD-04A)[3]
- Вооружение:
  - 100-мм пушка - гладкоствольная, пусковая установка ПТУР - 22 выстрела с осколочно-фугасным снаряжением, 8 ПТУР 9М117
  - 30-мм пушка - нарезная, скорострельность 300 выстрелов/в минуту - 500 снарядов в магазине пушки
  - 7,62-мм спаренный пулемет - боекомплект 2000 патронов.

- Система управления огнем - комбинированный прицел наводчика оператора, командирский прицел и прибор наблюдения, зенитный прицел, лазерный дальномер, датчики крена, скорости и курсового угла. А так же стабилизатор вооружения и баллистический вычислитель.[1]

## Модификации
На базе БМП Тип 97 созданы:
- ZBD-04A — БМП с усиленным бронированием и противоминной защитой. Машина подключилась к Beidou и обновила электронику[3].
- ZBD-97 CP — командно-штабная машина
- AFT-10 – самоходный противотанковый ракетный комплекс с ПТУР HJ-10
- ZBD-97 ARV — бронированная ремонтно-эвакуационная машина
- ZBD-97 REF — бронированный топливозаправщик переднего края

## На вооружении
- Китай (начало 2022 года):
  - 400 ZBD-04
  - 1900 ZBD-04A
  - 200 (?) AFT-10[4]

## Галерея фотографий

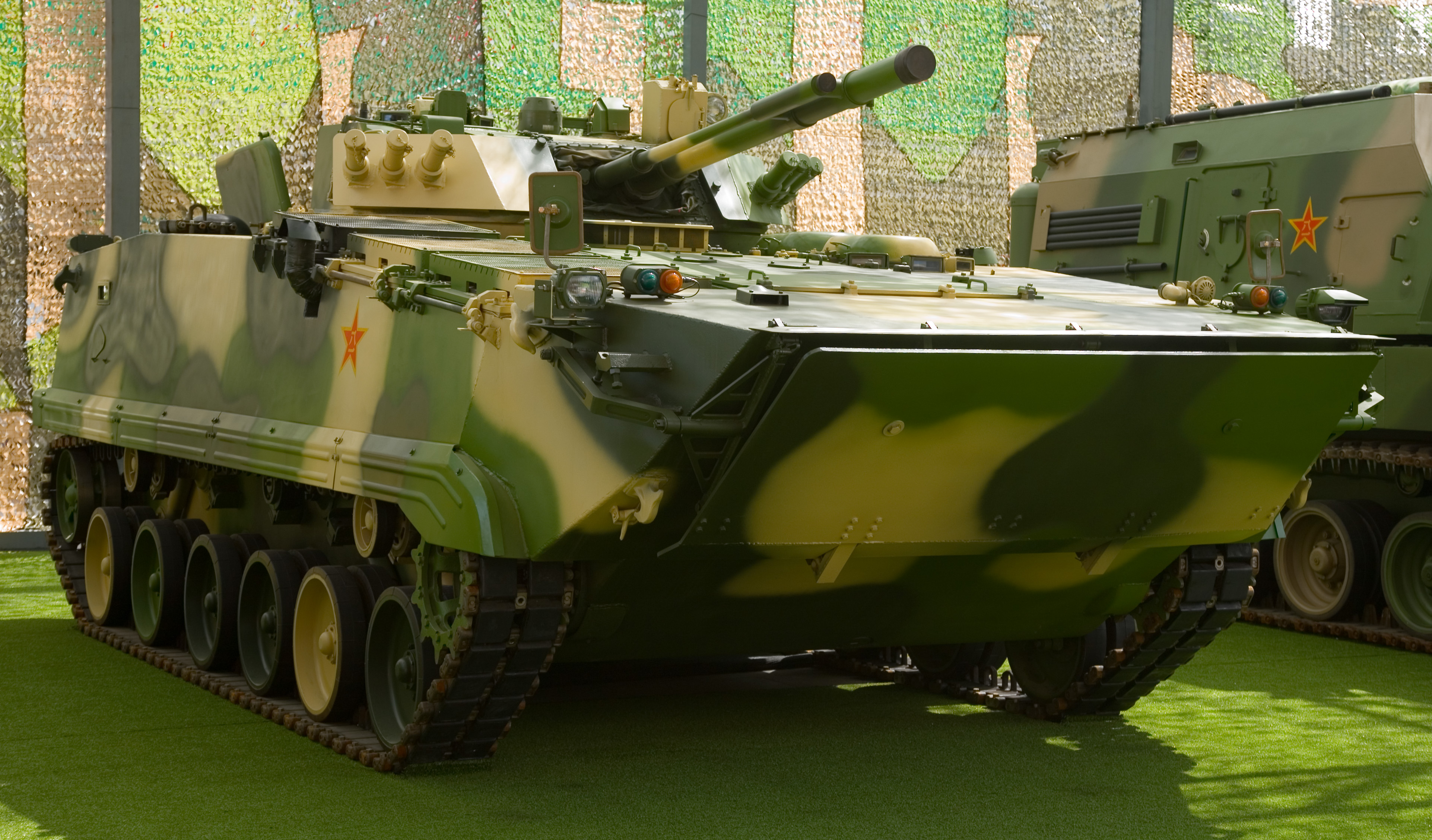
ZBD-04
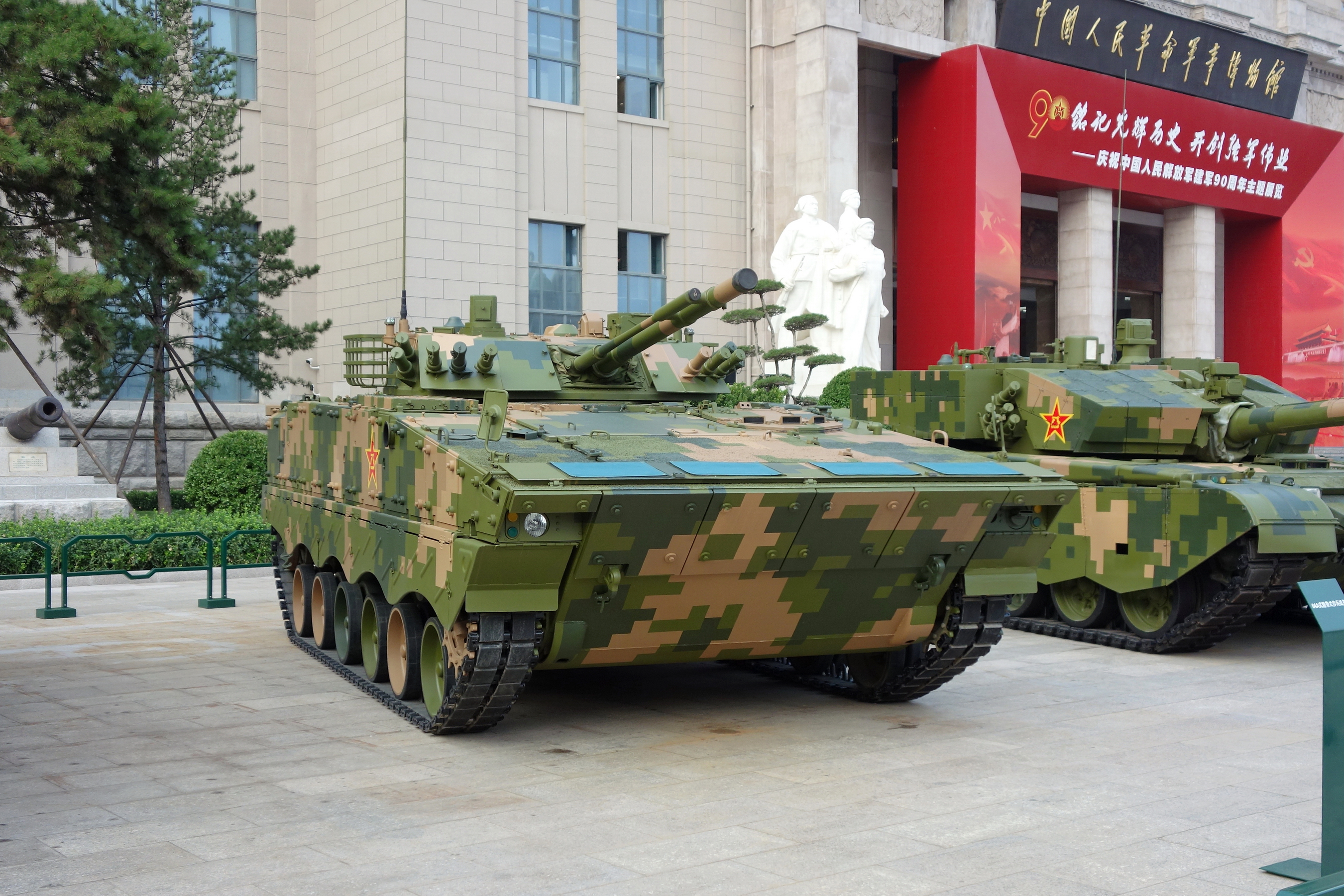
ZBD-04A